# Исмет Реброња
Исмет Реброња (Годуша, 26. јун 1942 — Нови Пазар, 1. мај 2006) био је српски песник, приповедач, романописац, антологичар, етимолог, есејиста и новинар. Према неким мишљењима, важи за највећег песника Санџака.

## Биографија
Студирао је на Филолошком факултету у Београду. Био је уредник и оснивач неколико листова, културних манифестција и институција. Од 1972. године живео је у Новом Пазару, где је радио као новинар. Своје књиге је углавном објавио код реномираних београдских издавача. Био је члан Удружења књижевника Србије.
Ћерка Исмета Реброње је призната песникиња и есеисткиња Надија Реброња.
О бошњачком језику Исмет Реброња је 2005. године рекао:
"То је, у ствари, српски језик, којим говоре Бошњаци, а који се последњих година намерно приближава хрватској варијанти истог језика, иако су га назвали босанским. Ако једна група говорника, у овом случају бошњачка, хоће да оформи свој књижевни језик она мора најпре да изврши језичку реформу, па ако се тај језик разликује од српског, као рецимо македонски и бугарски, онда да се назове бошњачким, а ако се не разликује - онда да остане оно што јесте, то јест српски језик."

## Дела

### Поезија
- Књига рабја, 1972,
- Изложба, 1976,
- Газилар, 1978,
- Среда и Среда кћи, 1983,
- Паганска крв, 1986,
- Кероника, 1991,
- Јесен празних ораха, 1997,
- Кад форминга не досвира, 2002,
- Сузе Лејле Шеховић, 2003,
- Сиње море, 2006,
- Nulla insula, 2007, посмртно издање,
- Магнет и алгебра, 2010, посмртно издање,

### Приче
- Бели унуци, 1986,
- СI прича, 1994,
- Пад Грчке, 2007, посмртно издање,

### Лингвистика
- Сократов пас, етимолошке студије, 2009,

### Антологије и избори
- Латице примуле, поезија Бошњака у Србији и Црној Гори, 2003,
- Буди нешти да не будеш ништа (заједно са Медисом Колаковић), избор пословица и изрека,

### Рукописна заоставштина
- Варош синова Абдулахових, роман,
- Глава цара Нићифора, роман,
- Etymologicon, етимолошки речник са 2000 одредница,
- Пси су најбољи људи, сећања,

## Награде
Године 1991. Исмет Реброња је добио „награду Ристо Ратковић”, за књигу поезије Кероника.
Од 2023. године Народна библиотека „Доситеј Обрадовић” из Новог Пазара додељује књижевну награду „Исмет Реброња” за најбољу књигу поезије објављену у претходној години.